# نقش‌برجسته تنگ بتان
نقش برجسته تنگ بتان (همچنین به نام های: تنگ رها، تنگ ۱۳ رخ، تنگ بتا) در شهرستان اندیکا، دهستان للر وکتک و یک کیلومتری جنوب روستای مورت پادلا واقع شده و این اثر در تاریخ ۲۶ اسفند ۱۳۸۷ با شمارهٔ ثبت ۲۵۹۸۹ به‌عنوان یکی از آثار ملی ایران به ثبت رسیده‌است.
دکتر علی بهرامسری بختیاری می نویسد تنگ رها (تنگ ۱۳ رخ) که در دوران‌های گذشته تنگ بتان نامیده شده در دره‌ای محصور در کوه دلا در جنوب دشت شیمبار جای دارد که شامل یک یادمان ۱۲ پیکره‌ای ۸٫۵ متری و یک یادمان تک‌نفرهٔ ۱۴۰ سانتی‌متری است.
این نگاربرجسته را نخستین بار در سال ۱۸۴۱ سر هنری لایارد با راهنمایی مردم محلی، پیدا کرد.
نود سال پساتر با گرفتن نخستین عکس‌ها از این نگاربرجسته در سال ۱۹۲۹ توسط مونی پنی، کنسول انگلیس در اهواز و چاپ آن توسط ارنست هرتسفلد باستان‌شناس نامدار در سال ۱۹۳۰، این اثر، در میان تاریخ‌نگاران و باستان‌شناسان شناخته شد. نخستین شرح دربارهٔ این نگاربرجسته و بررسی ریزه‌کاری‌ها و سنگ نوشته‌ها توسط بیوار و شکد در سال ۱۹۶۲ که به شیمبار آمدند انجام شد. در سال ۱۹۶۳ نیز در چهارچوب «برنامهٔ توسعهٔ ملی ایران» هانسمن به این مکان آمد. و سرانجام لویی واندن برگ و کلاوس شیپمان در سال‌های ۱۹۶۴ و ۱۹۶۸ و سال ۱۹۷۵ از این نگاربرجسته دیدن کردند.
این نگاربرجسته در ابعاد ۸٫۵۰ در ۲ متر است که دوازده پیکره شامل ۹ نفر بزرگ و سه کودک، روی آن کنده شده‌است.
صحنه‌های مختلف آن در زمان‌های مختلف حک شده‌اند
.
گرچه در نگاه نخست مانند یک گروه پشت سر هم است اما این نگاربرجسته به پنج گروه بخش‌بندی می‌شود که جدای از هم هستند که چهار گروه نخست، ترکیب همانندی دارند. هر کدام از گروه‌های یک، سه و چهار شامل دو چهره‌اند؛ در دومین گروه، سه چهره دیده می‌شود. گروه پنجم شامل سه پیکرهٔ کوچک است که دنبال گروه چهار حکاکی شده‌اند. همه چهره‌ها (شخصیت‌ها) به‌جز پاهایشان که نیم رخ نشان داده شده‌اند، کاملاً تمام رخ هستند. چهره‌ها همگی با هم همسان هستند و بیشتر مانند کنده‌کاری‌های پارتی (اشکانی) در دورهٔ الیمائی است.

## ویژگی‌های گروه‌های پنج‌گانه
گروه یک: نخستین فرد سمت چپ برهنه است. وی سر گرزی که بر روی زمین جای دارد را در دست گرفته و در دست چپ پیاله‌ای شیاردار دارد و این دستش به سوی سینه یا به‌سوی دهان، بالا آمده‌است. او نیم‌تاجی بر سر دارد که نوارهای افتاده‌اش در پشت سر، به‌خوبی نمایان است و همانند دیگر افراد در نگاربرجسته گردن‌بندی حلقوی به گردن دارد. تبری نیز در گوشهٔ بالایی سوی چپ دیده می‌شود. نفر دوم پوشاکی به سبک پارتیان بر تن دارد. او پیراهنی چیندار که تا زیر زانوها پایین آمده و با کمربندی به کمر بسته شده و شلواری گشاد پوشیده‌است. این شلوار گشاد را امروزه شلوار دبیت می‌گوییم. او همچنین شنلی را همانند دیگر کسان پوشیده شده و در سه گروه به دور شانه پیچیده‌است. این مرد، دست راست خود را رو به بالا خم کرده اما کف دستش رو به چهرهٔ نخست است. آتشدانی نیز میان این دو تن است. سنگ‌نوشته‌ای نیز میان سر آنان کنده شده‌است.
گروه دوم: همانندی‌های زیادی با گروه یک دارد. وانگهی در این دسته سه چهره دیده می‌شود. نخستین نفر سمت چپ همچنان برهنه است و همانند وی سر گرز (گرز نماد فرهنگی بختیاری از دوران کهن بوده‌است) در یک دست و پیاله در دست دیگر دارد.
پوشاک نفر دوم و سوم نیز به سبک پارتی‌ها ست؛ یعنی پیراهن بلند چین دار تا زیر زانوان، شلوار گشاد و شنلی که دور شانه‌ها پیچیده‌است. آتشدانی کوچک نیز میان مرد برهنه و نفر کناری او هستی دارد. همچنین میان سرهای دو تن نخست سنگ نبشته ای کنده شده‌است و دو سنگ نبشته دیگر یکی میان سرهای دو نفر دوم و دیگری میان شانه‌های آنها کنده شده‌است.
گروه سوم: همانند گروه یکم دو تن هستند؛ نفر یکم برهنه و گرزی در دست راست و پیاله ای در دست چپ دارد. نفر دوم که پوشاکی پارتی (بهتر است بگوییم بختیاری در روزگار پارت) به تن دارد و دست راستش را به سوی مرد برهنه بلند کرده‌است. آتشدانی ستونی شکل میان آنها جای گرفته‌است. در این گروه موهای فرفری مرد برهنه هنوز کاملاً آشکار است و سنگ نبشته ای نیز میان سرهای آنها کنده شده‌است.
گروه چهارم: درست همانند گروه سوم است اما سنگ نبشته ای ندارد.
گروه پنجم: دربردارنده سه پیکر کوچک اندام است که پیراهن بلند چین دار پوشیده‌اند، اما شلوار گشاد و شنل بر تن ندارند. آنها دست راست خود را بالا برده و دست چپ را بر کمر زده‌اند.
همچنین یک یادمان کوچک‌تر با فاصله‌ای تقریباً ۲۵ متر از نگاربرجستهٔ اصلی، مردی را نشان می‌دهد که دست راست را بالا برده و دست چپ را روی دسته شمشیرش گذاشته‌است.
یادمان اصلی که چهار گروه (به‌جز گروه کودکان) را نشان می‌دهد همگی یک یادمان را نشان می‌دهند که فردی برهنه که گرز و پیاله ای در دست دارد و جایگاهی افسانه‌ای یا خدایی (احتمالا هراکلس یا ایزد بهرام) دارد. هر چهار گروه این مجموعه، مقامات محلی را نشان می‌دهند که نسبت به آن شخصیت، ادای گرامی‌داشت و ارج می‌کنند و او را همراه با قربانی کردن در محرابی کوچک پرستش می‌کنند.
باستان‌شناسان این چهار گروه را به چهار دورهٔ متوالی نسبت می‌دهند که چهار فرمانروای بومی در چهار دورهٔ تاریخی، پیکره خود و ایزد بهرام را که به سبک برهنگی یونانی است حکاکی کرده‌اند. از نمادهای فرهنگی کنونی بختیاری که می‌توان در این یادمان شناسایی کرد عبارت‌اند از: شلوار گشاد که امروزه آن را دَبیت می‌نامیم و گرز که ابزار مردان بختیاری بوده‌است. افزون بر آسیب‌های طبیعی که این اثر تاریخی به خود دیده، صورت‌های همه پیکره‌ها نیز چکش‌کاری و تخریب شده‌اند و افرادی نیز با رنگ، بر روی این اثر، یادگاری نوشته‌اند.